# Grondstem
Een grondstem is een register van een pijporgel.
Grondstemmen zijn alle registers die de toonhoogte laten klinken zoals de toets van een klavier aangeeft, dit zijn de achtvoetsregisters, in tegenstelling tot de octaafregisters en aliquoten.
Aliquot · Bourdon · Chamadewerk · Cornet · Cymbelster · Dulciaan · Fluit · Gedekt · Grondstem · Hobo · Holpijp · Mixtuur · Nachtegaal · Prestant · Roerfluit · Salicionaal · Strijkers  · Subbas · Tolkaan · Voix céleste · Vulstem